# Maurice Edu
Maurice Edu (ur. 18 kwietnia 1986 w Fontanie, Kalifornia) – amerykański piłkarz grający na pozycji defensywnego pomocnika w Stoke City.

## Kariera klubowa
W latach 2004–2006 Edu uczęszczał na University of Maryland, College Park i tam też występował w drużynie piłkarskiej o nazwie Maryland Terrapins. W 2006 roku za postawę w lidze uniwersyteckiej wybrano go do jedenastki sezonu tych rozgrywek. Na początku 2007 roku wystartował w drafcie do profesjonalnej ligi amerykańskiej Major League Soccer. Został wybrany z numerem pierwszym przez kanadyjski Toronto FC, a 25 kwietnia 2007 roku zadebiutował w lidze w przegranym 0:3 wyjazdowym spotkaniu z Kansas City Wizards. Z kolei 12 maja zdobył pierwszą bramkę w profesjonalnym futbolu, a gracze z Toronto pokonali 3:1 Chicago Fire. W barwach Toronto wystąpił 25 razy i zdobył 4 gole, jednak drużyna ta zajęła ostatnie miejsce w Konferencji Wschodniej. Maurice za rok 2007 został wybrany Debiutantem Roku w głosowaniu zawodników, trenerów oraz dziennikarzy. W barwach Toronto spędził także pierwszą połowę 2008 roku.
16 sierpnia 2008 Edu przyleciał do Glasgow na rozmowy w sprawie transferu do tamtejszego klubu Rangers F.C. Przedstawiciele Toronto i Rangers zgodzili się na transakcję. 17 sierpnia Amerykanin podpisał kontrakt i po uzyskaniu pozwolenia na pracę dołączył do szkockiego zespołu.
| Sezon   | Klub               | Kraj              | Rozgrywki           | Mecze | Bramki |
| ------- | ------------------ | ----------------- | ------------------- | ----- | ------ |
| 2007    | Toronto FC         | Stany Zjednoczone | Major League Soccer | 25    | 4      |
| 2008    | Toronto FC         | Stany Zjednoczone | Major League Soccer | 13    | 1      |
| 2008/09 | Rangers F.C.       | Szkocja           | Premier League      | 12    | 2      |
| 2009/10 | Rangers F.C.       | Szkocja           | Premier League      | 15    | 2      |
| 2010/11 | Rangers F.C.       | Szkocja           | Premier League      | 33    | 2      |
| 2011/12 | Rangers F.C.       | Szkocja           | Premier League      | 36    | 3      |
| 2012/13 | Stoke City         | Anglia            | Premier League      | 1     | 0      |
| 2012/13 | Bursaspor          | Turcja            | Süper Lig           | 11    | 0      |
| 2013/14 | Stoke City         | Anglia            | Premier League      | 0     | 0      |
| 2013/14 | Philadelphia Union | Stany Zjednoczone | Major League Soccer | 31    | 3      |

## Kariera reprezentacyjna
W reprezentacji Stanów Zjednoczonych Edu zadebiutował 17 października 2007 roku w wygranym 1:0 towarzyskim spotkaniu ze Szwajcarią. Miesiąc później wystąpił w meczu z RPA (1:0). W 2008 roku został powołany przez selekcjonera Piotra Nowaka do kadry na Igrzyska Olimpijskie w Pekinie, na których zagrał we wszystkich trzech meczach grupowych, jednak Amerykanie zajęli 3. miejsce w grupie i nie awansowali do dalszej fazy rozgrywek.